# Jewgeni Wiktorowitsch Tarle

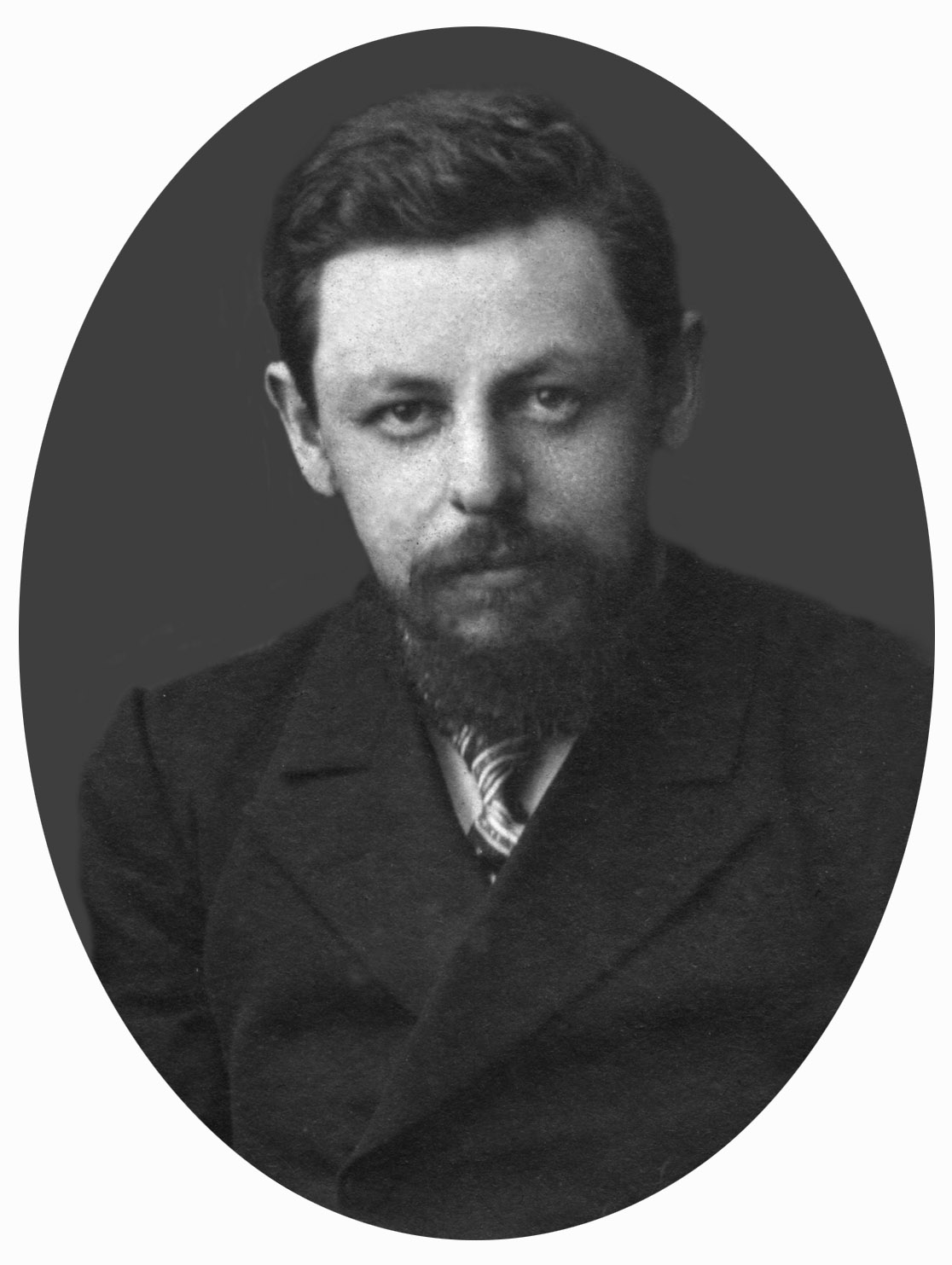
Jewgeni Tarle, 1903

Jewgeni Wiktorowitsch Tarle (russisch Евгений Викторович Тарле, wiss. Transliteration Evgenij Viktorovič Tarle, auch: Eugen Tarlé, * 27. Oktoberjul. / 8. November 1874greg. in Kiew; † 5. Januar 1955 in Moskau) war ein sowjetischer Historiker und Wissenschaftler der Russischen Akademie der Wissenschaften.

## Leben
Tarle stammte aus einer jüdischen Familie. Seine Jugend verbrachte er in Cherson. Später zog er nach Odessa, wo er im Haus seiner älteren Schwester den Historiker Uspenski kennenlernte, auf dessen Empfehlung er ein Studium an der dortigen Universität aufnehmen konnte. In seinem zweiten Studienjahr wechselte er an die Universität Kiew. 1894 trat er in der Kiewer Sophienkathedrale aus Liebe zu seiner zukünftigen Ehefrau zum russisch-orthodoxen Glauben über. 1903–1917 war er Privatdozent an der Universität Sankt Petersburg, von 1913 bis 1918 außerdem Professor an der Universität Tartu. 1921 wurde er korrespondierendes Mitglied des Russischen Akademie der Wissenschaften, und 1927 Aktivmitglied der Sowjetischen Akademie der Wissenschaften. 1941, zu Beginn des Deutsch-Sowjetischen Krieges, wurde er nach Kasan evakuiert und war Professor für Geschichte an der dortigen Universität. 1942 wurde er mit dem Stalinpreis ausgezeichnet. Er ist auf dem Nowodewitschi-Friedhof in Moskau begraben.
Bekannt ist er für seine Bücher über Napoleons Russlandfeldzug 1812, den Krimkrieg und zahlreiche andere Werke. 1933 erschien außerdem die Erstauflage seiner Biografie über Napoleon.
Jewgeni Tarle ist einer der Gründer des Moskauer Staatliches Institut für Internationale Beziehungen, der russischen Diplomatenuniversität. Zusammen mit Wladimir Potjomkin und Isaak Minz arbeitete er an einer die bürgerliche Außenpolitik analysierenden Geschichte der Diplomatie.
Er erhielt mehrmals den Stalinpreis und war Ehrendoktor der Universität Oslo, der Sorbonne sowie der Universitäten in Brno, Prag und Algier. Er war korrespondierendes Mitglied der British Academy.
Seit 1991 wird von der Russischen Akademie der Wissenschaften für herausragende Arbeiten zur Weltgeschichte und zur Entwicklung der internationalen Beziehungen der Tarle-Preis vergeben.

## Werke
- Napoleon. Berlin : Rütten & Loening, 1959 (viele weitere Aufl.)
- Napoleon. Berlin : VEB Deutscher Verlag der Wissenschaften 1968
- Napoleon in Russland, 1812. Zürich : Steinberg, 1944
- Der Brand von Moskau [1812]. Berlin : Rütten & Loening, 1951
- Der Lyoner Arbeiteraufstand. In: Kurt Holzapfel (Hrsg.): Die Lyoner Arbeiteraufstände 1831 und 1834. Dietz, Berlin 1984, S. 103–172.
- Germinal und Prairial. Berlin, Rütten & Loening, 1953.
- Warum kämpft die Sowjetunion für den Frieden? 1952 (PDF).
- Talleyrand. Leipzig : Koehler & Amelang, 1950
- I. I. Minz, A. M. Pankratowa, W. P. Potjomkin, E. W. Tarlé, N. P. Koltschanowski: Die Diplomatie in der Periode der Vorbereitung des zweiten Weltkrieges 1919–1939. In: W. P. Potjomkin (Hrsg.): Geschichte der Diplomatie. 2. Auflage. 3. Band, Nr. 1. SWA-Verlag, Berlin 1948 (russisch).
- Studien zur Geschichte der Arbeiterklasse in Frankreich während der Revolution. Die Arbeiter der nationalen Manufakturen (1789–1799) nach Urkunden der französischen Archive. Duncker & Humblot, Leipzig 1908 (Digitalisat).